# Karl Cook
Karl Cook (25 de diciembre de 1990) es un jinete estadounidense que compite en la modalidad de salto ecuestre.
Participó en los Juegos Olímpicos de París 2024, obteniendo una medalla de plata en la prueba por equipos (junto con Laura Kraut y McLain Ward). En los Juegos Panamericanos de 2023 obtuvo una medalla de oro en la misma prueba.

## Palmarés internacional
| Juegos Olímpicos     | Juegos Olímpicos | Juegos Olímpicos | Juegos Olímpicos |
| Año                  | Lugar            | Medalla          | Categoría        |
| -------------------- | ---------------- | ---------------- | ---------------- |
| 2024                 | París (Francia)  | Medalla de plata | Por equipos      |
| Juegos Panamericanos |                  |                  |                  |
| Año                  | Lugar            | Medalla          | Categoría        |
| 2023                 | Santiago (Chile) | Medalla de oro   | Por equipos      |